# Canadian Forces Base Borden

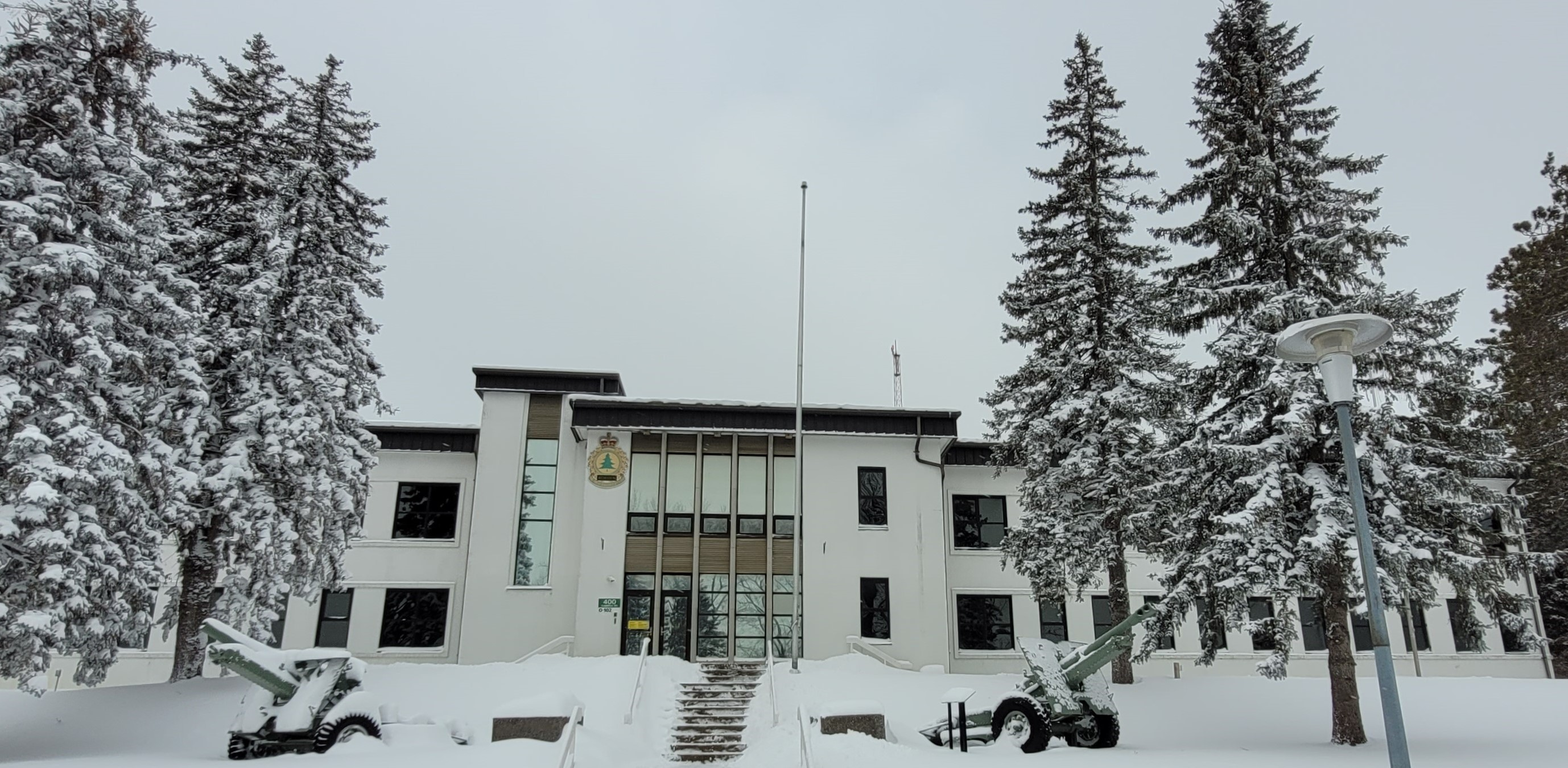
Headquarters Building

Die Canadian Forces Base Borden (CFB Borden) ist ein Luftwaffen-Ausbildungs- und Schulungszentrum im Simcoe County, im Süden der kanadischen Provinz Ontario. Der Standort liegt am Rande der unselbständigen Gemeinde „Borden“, auf dem Gebiet des Township Adjala-Tosorontio.
Der Standort gilt als Geburtsstätte der Royal Canadian Air Force (RCAF). CFB Borden ist das größte Schulungszentrum der kanadischen Streitkräfte in Kanada. Der Standort wird von der Canadian Forces Support Training Group (CFSTG) betrieben und ist der Canadian Defence Academy in Kingston unterstellt.

## Geschichte
Auf dem Höhepunkts des Ersten Weltkriegs wurde das Borden Military Camp westlich von Berrie, Ontario 1916 eröffnet. Auf dem Stützpunkt wurden anfänglich Soldaten ausgebildet, die den Umgang mit militärischer Ausrüstung erlernen sollten. 1917 erfolgte der Ausbau zu einem Flugplatz und somit zum Schulungszentrum der Royal Canadian Air Force und wurde dementsprechend auf RCAF Station Borden umbenannt. 1929 wurde auf derRCAF Station Borden das erste Kunstflugteam die "Siskins"(Erlenzeisig) gegründet. 1938 erfolgte eine Vergrößerung des Stützpunktes, um eine Panzereinheit dort ansiedeln zu können.
Während des Zweiten Weltkriegs entwickelte sich der Stützpunkt zu einem der wichtigsten Ausbildungs und Trainingszentren in Kanada, welches sowohl von der Army als auch von der Air Force genutzt wurde und unter dem Commonwealth Air Training Plan operierte. Der Stützpunkt diente als Trainingszentrum für Piloten der Royal Norwegian Air Force (norwegische Luftstreitkräfte), die hier ausgebildet wurden.
Am 1. Februar 1968 erfolgte die Restrukturierung der kanadischen Streitkräfte. Die beiden Standorteinrichtungen Camp Borden und RCAF Station Borden wurden umgruppiert und unter dem Namen Canadian Forces Base Borden zusammengeführt.

## Einheiten und Einrichtungen
- 16 Wing
- Central Ontario Gliding Center (COGC)
- Canadian Forces Recruiting Group HQ (CFRG HQ)
- 3rd Canadian Ranger Patrol Group (3 CRPG)
- No. 400 Squadron RCAF
- Regional Cadet Support Unit (Central) (RCSU Central)
- 31 Canadian Forces Health Services Centre (31 CFHSC)
- 1 Dental Unit
- Civilian Human Resources Centre (CHRC)
- 700 Communication Squadron (70 Comm Group)
- The Grey and Simcoe Foresters (32 Canadian Brigade Group)

### Ausbildungseinrichtungen
- Regional Cadet Instructor School (Central) (RCIS Central)
- Canadian Forces School of Aerospace Technology and Engineering (CFSATE)
- Canadian Forces Military Police Academy (CFMPA)
- Canadian Forces Health Services Training Center (CFHSTC)
- Canadian Forces Language School (CFLS)
- Canadian Forces Personnel Support Agency Training Centre Borden (CFPSA)
- Air Command Academy (ACA)
- Naval Reserve Training Division Borden (NRTD)
- Post Recruit Education Training Centre (PRETC)

- Canadian Forces Fire Academy
- Chaplain Branch (Canadian Forces)|Canadian Forces Chaplain School & Centre (CFChSC)
- Canadian Forces Nuclear Biological Chemical School (CFNBCS)
- Canadian Forces School of Administration and Logistics (CFSAL)
- Canadian Forces School of Electrical Mechanical Engineers (CFSEME)
- Canadian Forces Training Development Centre (CFTDC)

## Gegenwart
Im August 2010 gab das kanadische Verteidigungsministerium bekannt, dass der Stützpunkt für 209 Millionen kanadische Dollar aufgewertet bzw. modernisiert werden soll.